# Modoka
Modoka Studios Entertainment, ofte forkortet Modoka, er et hollandsk firma der laver spil til Mac og PC samt Sonys og Microsofts konsoller. Firmaet blev grundlagt 19. december 2012 af Fouad Foumo og Adam Ryder.
Modoka står blandt andet bag spillene Imperia Online, Saddies: Attack!! og BDEF.

## Udviklede videospil[2]
- Saddies: Attack!!
- Projectile Guardian
- BubbleXRush
- Project Sonymon
- Imperia Online
- KarolBall
- Desert Runners
- BDEF: Base Defenders
- Lost Knight
- Swiple